# Polizeiorchester
Als Polizeiorchester bezeichnet man die vor allem im deutschsprachigen Raum verbreiteten polizeilichen Klangkörper, die überwiegend zu repräsentativen Anlässen und zur Imagepflege der Polizei eingesetzt werden. Diese Orchester sind Teil der jeweiligen Polizei- oder Sicherheitsbehörden und haben sich über die Jahre hinweg als kulturelle Botschafter etabliert. Die meisten Polizeiorchester treten als Blasorchester in Harmoniebesetzung auf, einige weitere in Big-Band-Besetzung.

## Geschichte
Die Vorläufer der heutigen Polizeiorchester wurden überwiegend um die Jahrhundertwende (1902 Polizeimusik Zürich-Stadt, 1909 Orchester der Polizei Wien, 1918 Musikkorps der Bayerischen Bereitschaftspolizei) gegründet und bestanden aus Polizeibeamten, die in ihrer Freizeit gemeinsam musizierten. Sowohl Streich- als auch Blasorchesterformationen waren üblich. Die Polizeiorchester in Deutschland und Österreich wurden im Zuge der Gleichschaltung durch die Nationalsozialisten deren Parteiarbeit unterstellt, später aufgelöst und in die Militärmusiken eingegliedert. Nach Ende des Zweiten Weltkrieges wurden in den deutschen Bundesländern nach und nach wieder Polizeiorchester aufgestellt. 1953 verfügten alle Bundesländer über ein Polizeiorchester. Der 1951 neu geschaffene Bundesgrenzschutz (ab 2005 unter dem Namen Bundespolizei) verfügt seit seiner Gründung über drei Orchester mit Sitzen in Hannover, München und Kassel (ab 1990 in Berlin). Die polizeilichen Klangkörper der DDR wurden nach der Wende 1989 aufgelöst. Die Anzahl der Streichorchester nahm nach dem Weltkrieg zunehmend ab und die Blasorchesterbesetzungen setzen sich durch. Hinzu kamen vermehrt Ensembles in Bigband-Besetzung. Häufigere Proben und Konzerte brachten die Notwendigkeit mit sich, die Orchester personell anders aufzustellen. Statt Polizeibeamter, die zur Musikausübung freigestellt wurden, wurden vermehrt Berufsmusiker eingestellt, die im Dienst der Polizei Musik machten. Dadurch wurde eine Professionalisierung der Orchester in Gang gesetzt, die in Deutschland dazu führte, dass alle Orchester aus hauptamtlich musizierenden Mitgliedern bestehen. In Österreich verrichten die Orchestermitglieder ihren Musikdienst im Rahmen ihres regulären Polizeidienstes. In der Schweiz sind Freizeitorchester vorherrschend, bei denen neben Polizistinnen und Polizisten auch andere Berufsgruppen vertreten sind.

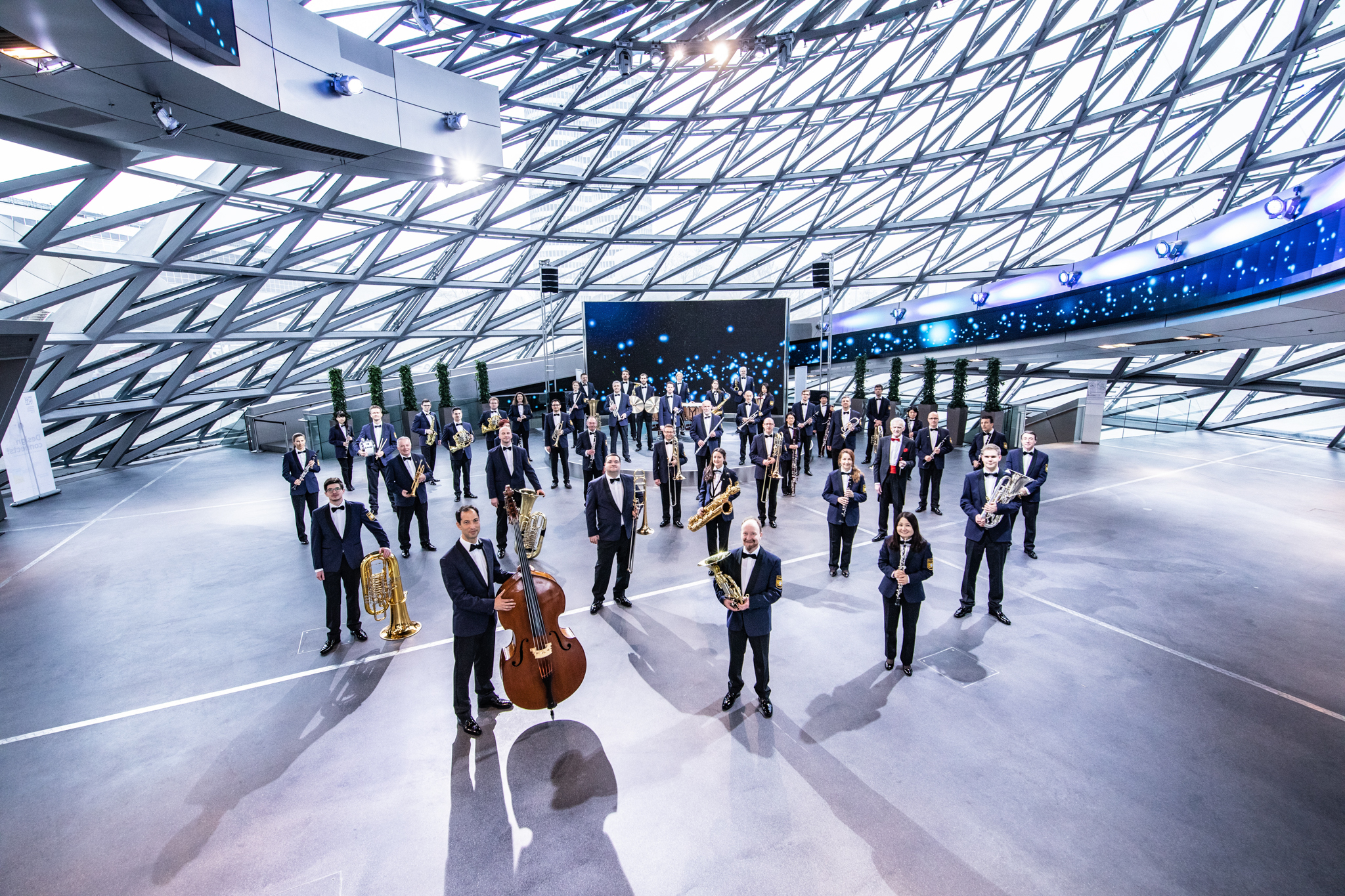
Das Polizeiorchester Bayern in Harmoniebesetzung

## Aufgaben
Die Polizeiorchester umrahmen polizeiliche Veranstaltungen und werden bei repräsentativen Anlässen, wie z. B. Staatsempfängen eingesetzt. Sie fungieren als Bindeglied zwischen Bevölkerung und Polizei und werden zur Imagepflege und Nachwuchsgewinnung eingesetzt. Dies geschieht oftmals in Form von Benefizkonzerten. Im Rahmen der Kinder- und Jugendprävention geben einige Orchester zudem regelmäßig Konzerte an Schulen.

## Besetzung und Struktur
Durch die Einstellung von Berufsmusikern wurde eine Professionalisierung der Orchester in Deutschland in Gang gesetzt, die dazu führte, dass alle deutschen Polizeiorchester vollständig (oder im Fall der Big Band der Polizei des Saarlandes vorrangig) aus hauptamtlich musizierenden Mitgliedern bestehen. In Österreich bestehen die Klangkörper aus Polizeiangestellten. Die Orchestermitglieder verrichten ihren Musikdienst im Rahmen ihres regulären Polizeidienstes. In der Schweiz sind Freizeitorchester vorherrschend, bei denen neben Polizistinnen und Polizisten auch andere Berufsgruppen vertreten sind. Die meisten Orchester treten nicht nur in Harmoniebesetzung, welche in der Regel der Gesamtbesetzung entspricht, sondern auch in Teilbesetzungen auf, wie z. B. als Bigband, Egerländer Besetzung oder klassische Blech- und Holztrios, -quartette und -quintette.

## Orchester
Im folgenden sind einige Polizeiorchester genannt sowie deren Besetzungsgröße, Besetzungsart sowie der Professionalisierungsgrad.

### Deutschland
- Big Band der Polizei des Saarlandes (21 Mitglieder, BigBand, Berufsorchester)
- Bundespolizeiorchester Berlin (46 Mitglieder, Harmoniebesetzung, Berufsorchester)
- Bundespolizeiorchester Hannover (46 Mitglieder, Harmoniebesetzung, Berufsorchester)
- Bundespolizeiorchester München (46 Mitglieder, Harmoniebesetzung, Berufsorchester)
- Landespolizeiorchester Hessen (28 Mitglieder, Harmoniebesetzung, Berufsorchester)
- Landespolizeiorchester Baden-Württemberg (40 Mitglieder, Harmoniebesetzung, Berufsorchester)
- Landespolizeiorchester Brandenburg (45 Mitglieder, Harmoniebesetzung, Berufsorchester)
- Landespolizeiorchester Mecklenburg-Vorpommern (31 Mitglieder, Harmoniebesetzung, Berufsorchester)
- Landespolizeiorchester Nordrhein-Westfalen (45 Mitglieder, Harmoniebesetzung, Berufsorchester)
- Landespolizeiorchester Rheinland-Pfalz (38 Mitglieder, Harmoniebesetzung, Berufsorchester)
- Landespolizeiorchester Sachsen-Anhalt (34 Mitglieder, Harmoniebesetzung, Berufsorchester)
- Polizei Big Band Schleswig Holstein (2015 aufgelöst)
- Polizeimusikkorps Bremen (1982 aufgelöst)
- Polizeiorchester Bayern (45 Mitglieder, Harmoniebesetzung, Berufsorchester)
- Polizeiorchester des Freistaates Sachsen (38 Mitglieder, Harmoniebesetzung, Berufsorchester)
- Polizeiorchester Hamburg (35 Mitglieder, Harmoniebesetzung, Berufsorchester)
- Polizeiorchester Niedersachsen (42 Mitglieder, Harmoniebesetzung, Berufsorchester)
- Polizeiorchester Thüringen (34 Mitglieder, Harmoniebesetzung, Berufsorchester)

### Österreich
- Polizeimusik Niederösterreich (40 Mitglieder, Harmoniebesetzung, Mitglieder sind regelmäßig zum Musikdienst aus dem Polizeidienst abgestellt)[5]
- Polizeimusik Oberösterreich (69 Mitglieder, Harmoniebesetzung, Mitglieder sind regelmäßig zum Musikdienst aus dem Polizeidienst abgestellt)[6]
- Polizeimusik Salzburg (52 Mitglieder, Harmoniebesetzung, Mitglieder sind regelmäßig zum Musikdienst aus dem Polizeidienst abgestellt)[7]
- Polizeimusik Steiermark (60 Mitglieder, Harmoniebesetzung, Mitglieder sind regelmäßig zum Musikdienst aus dem Polizeidienst abgestellt)[8]
- Polizeimusik Tirol (61 Mitglieder, Harmoniebesetzung)[9]
- Polizeimusik Wien (37 Mitglieder, Harmoniebesetzung, Mitglieder sind überwiegend zum Musikdienst aus dem Polizeidienst abgestellt)[10]

### Schweiz
- Polizeimusik Basel (50 Mitglieder, Harmoniebesetzung zzgl. Tambouren und Fähnriche, Freizeitorchester)
- Korpsmusik der Kantonspolizei Zürich (70 Mitglieder, Harmoniebesetzung, zzgl. Tambouren, Freizeitorchester)
- Polizeimusik Zürich-Stadt (76 Mitglieder, Harmoniebesetzung, Freizeitorchester)

### International
- Helsinki Police Symphonic Band (Finnland, 43 Mitglieder, Berufsorchester - Mitglieder sind regelmäßig zum Polizeidienst abgestellt)
- United States Police Band (USA)
- South Yorkshire Police Band (UK, 25 Mitglieder, Brassband, Freizeitorchester)
- Band of the Castle Guards and the Police of the Czech Republic  (Tschechien, 60 Mitglieder, Berufsorchester)[11]